# یواس‌اس اوهایو (اس‌اس‌جی‌ان-۷۲۶)
یواس‌اس اوهایو (اس‌اس‌جی‌ان-۷۲۶) (به انگلیسی: USS Ohio (SSGN-726)) یک زیردریایی است که طول آن ۵۶۰ فوت (۱۷۰ متر) می‌باشد. این زیردریایی در سال ۱۹۷۹ ساخته شد.